# Калмаш (Калтасинський район)
Калма́ш (рос. Калмаш, башк. Ҡалмаш) — присілок у складі Калтасинського району Башкортостану, Росія. Входить до складу Калтасинської сільської ради.
Населення — 503 особи (2010; 627 у 2002).
Національний склад:
- марійці — 94 %